# Música instrumental
La música instrumental es una de las formas básicas de ejecución instrumental, en la que los sonidos, el ritmo, la melodía y la armonía se realizan por medio de instrumentos musicales.   Este hecho la distingue de la música vocal o la percusión corporal.
A lo largo de la historia de la música, la humanidad ha desarrollado una gran variedad de agrupaciones instrumentales, tales como las orquestas (sinfónicas, de cámara, típicas, populares), las bandas y grupos de acompañamiento para solistas, sean éstos cantantes o instrumentistas.
En la tradición de música clásica europea, la música instrumental se define por oposición a la música vocal. Ya desde el canto gregoriano hasta el renacimiento, la música vocal dominó todas las formas posibles de música, relegando la instrumental generalmente a la danza y a realizar introducciones a la vocal. Desde el Barroco la música instrumental experimentó un gran desarrollo que posibilitó todas las formas y géneros exclusivamente instrumentales, además del gran virtuosismo instrumental y el afianzamiento de conjuntos instrumentales desde pequeños (dúos, cuarteto de cuerdas) hasta la orquesta con el género sinfonía desde el siglo XVIII y el poema sinfónico en el siglo XIX y XX.
En la música popular, específicamente, varios géneros desarrollaron formas exclusivamente instrumentales, tales como el tango, el jazz y, posteriormente, el rock instrumental y la música electrónica.

## le puede interesar
- Música clásica
- Música incidental
- New age (música)